# Hemiceras mora
Hemiceras mora är en fjärilsart som beskrevs av Druce 1887. Hemiceras mora ingår i släktet Hemiceras och familjen tandspinnare. Inga underarter finns listade i Catalogue of Life.